# Кросневиці
Кросьневі́це (пол. Krośniewice) — місто в південно-центральній Польщі.
Належить до Кутновського повіту Лодзького воєводства.

## Транспорт
В Кросьневіцах перетинаються автошляхи  91,  92 та  581.

## Демографія
Демографічна структура станом на 31 березня 2011 року:
|          | Загалом | Допрацездатний вік | Працездатний вік | Постпрацездатний вік |
| -------- | ------- | ------------------ | ---------------- | -------------------- |
| Чоловіки | 2196    | 389                | 1556             | 251                  |
| Жінки    | 2421    | 384                | 1434             | 603                  |
| Разом    | 4617    | 773                | 2990             | 854                  |